# Infesta (Paredes de Coura)
Infesta é uma povoação portuguesa sede da Freguesia de Infesta do Município de Paredes de Coura, freguesia com 5,65 km² de área e 413 habitantes (censo de 2021). A sua densidade populacional é 73,1 hab./km².

## Demografia
A população registada nos censos foi:
| Ano  | 0-14 Anos | 15-24 Anos | 25-64 Anos | > 65 Anos |
| 2001 | 51        | 58         | 208        | 128       |
| 2011 | 57        | 43         | 210        | 140       |
| 2021 | 43        | 45         | 172        | 153       |